# Teatro do Ornitorrinco
O Teatro do Ornitorrinco é uma companhia teatral sediada em São Paulo, criado por Cacá Rosset, Luiz Galizia e Maria Alice Vergueiro, em 1977.

## Peças encenadas
Seu primeiro trabalho, Os mais fortes, reunia três obras de August Strindberg: A mais forte, Pária e Simun.
Em seguida realizou Teatro do Ornitorrinco canta Brecht e Weill, espetáculo teatral baseado em canções de diversas peças da dupla Brecht e Weill.
Mahagonny Songspiel, obra da mesma dupla, foi a continuação de um trabalho cuja linha centrava-se em duas linguagens: o teatro e a música.
Em 1983, o Ornitorrinco representou o Brasil no VI Festival Internacional de Teatro em Caracas; no XI Festival Internacional Cervantino do México e no Festival Internacional das Artes, em Monterrey.
Em 1984, o grupo participou do IV Festival Latino-americano de Nova York e do Festival Internacional de Manizales,  realizando turnês pelo México e Colômbia.
De regresso a São Paulo, o Ornitorrinco monta O belo indiferente, de Jean Cocteau, com Cacá Rosset no papel título e Maria Alice Vergueiro no monólogo que lhe valeria, anos mais tarde, o prêmio de melhor atriz.

### Ubu
Em 1985 estréia UBU / Folias Physicas, Pataphysicas e Musicaes, trabalho baseado no ciclo Ubu de Alfred Jarry. Este espetáculo reunia numa comédia satírica, linguagens diversas como circo, dança, teatro e música. Com cenários e figurinos assinados por Lina Bo Bardi a peça permaneceu em cartaz durante 27 meses e foi assistida por mais de 350.000 pessoas. Representou o Brasil no VII Festival Internacional de Manizales (Colômbia); no Festival Latino-americano do México, no Festival Internacional de Cádiz (Espanha) e nos festivais internacionais de Las Palmas e Tenerife (Ilhas Canárias).
Em 1988, participou do Encontro com o Brasil, nas cidades de Kassel, Nuremberg e Erlangen (Alemanha).
Em 1987, o grupo encena Teledeum, do polêmico autor catalão Albert Boadella, inicialmente interditada pela pela polícia federal. O texto é uma comédia cáustica que reúne um padre católico, pastores protestantes, numa crítica irônica aos fanatismos religiosos. Depois de intensa campanha pela liberação foi apresentada por 18 meses no Teatro Ruth Escobar (SP) e representou o Brasil nos festivais internacionais de Bogotá (Colômbia) e Caracas (Venezuela).
Em 1988, a montagem de uma peça de Brecht e Weill representa o Brasil no Festival Internacional de Manizales (Colômbia). A velha dama indigna, com adaptação e direção de Cacá Rosset, contou no elenco com a laureada atriz Maria Alice Vergueiro e Guilherme Vergueiro nos teclados.

### Experiências
Em 1989 o Teatro do Ornitorrinco realiza uma experiência inédita: a montagem didática de um espetáculo através de oficinas de cenografia, dança, circo, artes gráficas e ensaios abertos precedidos de um ciclo de conferências sobre a vida e a obra de Molière. O resultado foi um dos maiores sucessos do Grupo: O doente imaginário, comédia-ballet de Molière que, após sua pré-estréia em Sertãozinho, participa do 1º Festival das Artes da Cidade do México e do Festival San José por la paz, em Costa Rica. Em 1990 representa o Brasil no Festival Latino de Nova York e encerra sua temporada em São Paulo, aclamada por mais de 150.000 pessoas, dois anos depois de sua estréia.
Em janeiro de 1991, o Ornitorrinco recebe um convite do produtor Joseph Papp para encenar uma peça no consagrado New York Shakespeare Festival. Em julho desse ano, Cacá Rosset apresenta, no Delacorte Theatre do Central Park de Nova York, uma montagem que envolve mais de 40 pessoas entre atores, bailarinos, músicos e técnicos: Sonho de uma noite de verão de William Shakespeare consegue lotar os 2000 lugares do Delacorte durante duas semanas. Como extensão do NYSF, o grupo apresenta o Sonho em Cidade do México onde obtém idêntico sucesso.
A estreia no Brasil acontece no Teatro Municipal de Santo André, em janeiro de 1992 e em março o Sonho inaugura o Teatro Ópera de Arame, um arrojado projeto arquitetônico que a Prefeitura local entrega ao público na abertura do Festival de Teatro de Curitiba.
Em abril a peça chega a São Paulo onde permanece em cartaz durante mais de dois anos.
Nesse mesmo ano, no mês de junho, o Ornitorrinco representa o Brasil no VII Festival de Teatro latino-americano de Miami (EUA) com a primeira montagem do recentemente criado Núcleo 2, dirigido por Maria Alice Vergueiro: Amor de Dom Perlimplim com Belisa em seu jardim, aleluia erótica de Federico García Lorca.
A peça, apresentada posteriormente em São Paulo, realizou turnês em Espanha e Portugal e foi apresentada no Festival de Teatro de Manizales (Colômbia) com extensão na cidade de Pereira.
The comedy of errors, dirigida por Cacá Rosset com cenários e figurinos de José de Anchieta foi encenada no Delacorte Theatre de Nova York em agosto de 1992 com elenco e técnicos americanos. O papel de Adriana foi representado por Marisa Tomei (vencedora do Oscar). A versão brasileira, com o elenco do Teatro do Ornitorrinco estreou em São Paulo em maio de 1994. A comédia dos erros, encenada por William Shakespeare 400 anos antes (1594) permaneceu em cartaz durante dois anos outorgando a Eduardo Silva, no papel de Dromio de Siracusa, os prêmios Shell, Molière, APCA e Prêmio Mambembe de melhor ator.

### 10 anos
Em março de 1996, comemorando 10 anos de sua estreia no Teatro João Caetano, o Ornitorrinco reapresenta o memorável UBU, Folias Physicas, Pataphysicas e Musicaes de Alfred Jarry.
Esta montagem foi acompanhada da exposição UBU A patafísica nos trópicos, contando com a participação de mais de 60 artistas plásticos.
A peça permaneceu um ano em cartaz, encerrando sua carreira no Teatro João Caetano, o mesmo local onde estreara em 1985 com cenários e figurinos da arquiteta Lina Bo Bardi.
Em 1998, o Ornitorrinco encena O avarento, comédia de Molière que lota, ao longo daquele ano, o Teatro Popular do SESI sendo aplaudida, nas suas 250 apresentações, por um público estimado em mais de 130.000 pessoas.
Scapino, adaptação de Les Fourberies de Scapin de Molière, situada nas docas do porto de uma Nápoles contemporânea, estreou no Teatro Sergio Cardoso e posteriormente no Teatro Maria Della Costa permanecendo em cartaz durante o ano 2000 com enorme sucesso de público e crítica.

### 30 anos
Em 2007, iniciam-se as comemorações do trigésimo aniversário do grupo, com a montagem de O Marido Vai à Caça, vaudeville de Georges Feydeau. A montagem marca também o reencontro, no palco, de Cacá Rosset com Christiane Tricerri. O espetáculo, com cenáros e figurinos de José de Anchieta Costa, ficou em cartaz no TUCA e tinha em seu elenco nomes como: Ariel Moshe, Anderson Faganello, Octávio Mendes e Javert Monteiro.
O ano de 2008, para o Ornitorrinco, começa com dois novos grandes projetos: o lançamento de um livro comemorativo da trajetória dos 30 anos e uma nova montagem bastante ambiciosa, A Megera Domada, de William Shakespeare. Repetindo a parceria com Tricerri e José de Anchieta, Cacá convoca para esta montagem alguns nomes recorrentes de outros espetáculos: Guilherme Freitas, William Amaral, Ronaldo Malachias, Rubens Caribé, Eduardo Silva, Gerson Steves, Anderson Faganello e Paulo Vasconcelos, além de Maureen Miranda, Hugo Nápoli e grande elenco. A montagem, que estreou em maio no Teatro Sérgio Cardoso tinha direção musical de Pedro Paulo Bogosian.

## Prêmios
1977 Os mais fortes
MEC-SNT Melhor espetáculo
Molière Melhor atriz
1977 Ornitorrinco canta Brecht e Weill
Governador do Estado Melhor diretor
1982 Mahagonny
INACEN Melhor espetáculo
Governador do Estado Melhor espetáculo
Melhor diretor
1985 UBU, Folias Physicas, Pataphysicas e Musicaes
Prêmio Internacional da Crítica do Festival de Manizales (Colômbia)
ACCT do México Melhor espetáculo estrangeiro
Molière Melhor diretor
Mambembe Melhor diretor
```
Melhor figurinista
```

APCA Melhor atriz
```
Melhor diretor
Melhor espetáculo
```

Prêmio APETESP Melhor espetáculo
```
Melhor atriz
Melhor diretor
```

INACEN Melhor espetáculo
Picadeiro Melhores do circo
Governador do Estado Melhor espetáculo
```
 Melhor cenografia
```

Prêmio 19 de Setembro outorgado pelo Presidente do México
Prêmio Ollantay - CELCIT 1986 / Espanha
1988 Teledeum
Prêmio CELCIT Colômbia Melhor espetáculo estrangeiro
1989 O doente imaginário
INACEN Melhor espetáculo
APCA Melhor figurino
1991 Amor de Dom Perlimplim com Belisa em seu jardim
Associação de críticos teatrais de Miami Melhor espetáculo estrangeiro
1992 Sonho de uma noite de verão
APCA Melhor ator coadjuvante
```
Melhor produção teatral
Divulgação do teatro brasileiro no exterior
```

Mambembe Melhor figurino
1992 TUDODEUMAVEZ
Prêmio Carbonell Melhor atriz
1994    A comédia dos erros
APCA Melhor figurino
```
Melhor ator
```

Molière Melhor ator
Shell Melhor ator